# Station Wexford O'Hanrahan
Station Wexford O'Hanrahan  is een treinstation in Wexford in het gelijknamige graafschap in Ierland. Het ligt aan de lijn Dublin - Rosslare. De huidige naam, vernoemd naar de Ierse vrijheidsstrijder Michael O'Hanrahan, kreeg het station in 1966 bij de 50-jarige herdenking van de Paasopstand.
Het station heeft een  beperkte dienstregeling. In de richting Dublin vertrekken op werkdagen dagelijks vier treinen, richting Rosslare vier.